# Destino degli ignoranti
Il destino degli ignoranti (o destino dei non evangelizzati) è una questione escatologica relativa al destino ultimo di quelle persone che non sono state esposte ad una particolare teologia o dottrina e che quindi non hanno alcuna possibilità di abbracciarla. La questione è se coloro che non hanno mai sentito parlare di dettami emanati attraverso rivelazioni divine saranno puniti per il mancato rispetto di tali dettami.
Il tema è talvolta affrontato unitamente alla questione simile sul destino dei non credenti. Le diverse tradizioni religiose propongono risposte tra loro differenti circa tale problema: nel cristianesimo il destino degli ignoranti è legato al peccato originale.